# メタップス
株式会社メタップスは、東京都渋谷区に本社を置くIT企業。ファイナンス事業、マーケティング事業、DX支援事業を展開している。 

## 沿革
- 2007年（平成19年）9月 - 佐藤航陽が早稲田大学を中退しイーファクター株式会社を設立。SEOを中心としたマーケティングコンサルティングサービス提供開始[4]。
- 2010年（平成22年）
  - 6月 - 東京都新宿区新宿六丁目29番8号に本社移転[4]。
  - 7月 - 共同購入型のクーポンサイト「TOKUPO（トクポ）」を開設[4]。
- 2011年（平成23年）
  - 4月 - アプリ収益化プラットフォーム「metaps」サービスの提供を開始[4]。
  - 6月 -
    - SEO事業をngi group株式会社（現・ユナイテッド）へ譲渡[4]。
    - シンガポールに子会社・Metaps Pte. Ltd.を設立[4]。

  - 12月 - 株式会社メタップスに社名変更[4]
- 2012年（平成24年）
  - 4月 - 香港駐在員事務所を設置[4]。
  - 6月 - 本社を東京都新宿区新宿二丁目5番12号に移転[4]。
  - 10月 - 米国支店、Metaps Internationalを設立[4]。
- 2013年（平成25年）
  - 4月 -
    - 「TOKUPO」をテレビ東京ブロードバンド株式会社（現・テレビ東京コミュニケーションズ）へ事業移管[4]。
    - 韓国支店、Metaps Koreaを設立[4]

  - 10月 - 台湾支店、新加坡商媒達思股份有限公司台灣分公司を設立[4]
  - 12月 - 中国子会社、盈利点信息科技（上海）有限公司を設立[4]
- 2014年（平成26年）
  - 4月 - オンライン決済プラットフォーム「SPIKE」のサービス提供を開始[4]。
  - 6月 - 英国にMetaps Pte. Ltd.の子会社として、Metaps Europe Limitedを設立[4]。
  - 10月 - 本社を東京都新宿区西新宿の新宿オークタワー30階に移転[4]。
- 2015年（平成27年）
  - 5月 - 国内子会社、株式会社デジタルサイエンスラボを合弁で設立[4]。
  - 6月 - 韓国支店を閉鎖し、韓国子会社Metaps Korea Inc.を設立[4]。
  - 8月 - 東証マザーズに上場[4]
  - 10月 - 韓国のNextapps Inc.を子会社化
- 2016年（平成28年）
  - 4月 - ペイデザイン株式会社（現・メタップスペイメント）を完全子会社化。
  - 7月 - 韓国子会社Nextapps Inc.が韓国子会社Metaps Korea Inc.を吸収合併。
  - 8月 - 韓国子会社のNextapps Inc.がMetaps Plus Inc.に商号変更。
  - 11月 - 韓国のSmartcon Co. Ltd.を子会社化。
  - 12月 - 株式会社メタップスリンクスを設立し、国内マーケティング関連サービスに関する権利義務を承継。
- 2017年（平成29年）
  - 9月 -
    - 台湾のLuminous Co. Ltd.を子会社化。
    - 時間売買プラットフォーム「タイムバンク」をリリース。

  - 11月 - 暗号通貨取引所「Upxide」を韓国でリリースし、同時に上場企業として世界初のICOを実施。
  - 12月 - 本社を東京都港区三田の住友不動産麻布十番ビル3Fに移転。
- 2018年（平成30年）
  - 3月 - お金コミュニケーションアプリ「pring」をリリース。
  - 4月 - 入会申込・顧客管理・請求管理・決済システム「会費ペイ」をリリース。
  - 6月 - 中国のKOL Media Limitedを子会社化。
  - 8月 - アズアンドコー株式会社を子会社化。
  - 10月 - 給与即時払いサービス「CRIA（クリア）」をリリース。
  - 11月 -
    - ブロックチェーン事業をグローバルで展開するMCG Asia Pte. Ltd.をシンガポールに設立。
    - 決算期を8月から12月に変更（2019年12月期から適用）

  - 12月 - 中華圏事業・中華圏子会社を束ねる持株会社として、Metaps Entertainment Limitedを設立。
- 2019年（平成31年/令和元年）
  - 1月 - ビカム株式会社がメタップスインタラクティブ及びアズアンドコーを吸収合併し、株式会社メタップスワンに商号変更。
  - 4月 -
    - 株式会社VSbiasが第三者割当投資を実施、連結範囲から除外。
    - メディア「meetaps（ミータップス）」をオープン。

  - 9月 -
    - ブロックチェーンを活用したデジタルアイテム（NFT）のマーケットプレイス「miime（ミーム）」をリリース。
    - フリーランスエンジニア向け、働き方の多様化支援プロジェクト「re:shine（リシャイン）」をリリース。
- 2020年（令和2年）
  - 2月 - 暗号通貨事業からの完全撤退を発表。
  - 8月 - 中期経営計画「Road To 2025」を発表。
- 2021年（令和3年）
  - 3月 - ブロックチェーン（NFT）事業を展開するメタップスアルファをコインチェック社売却[5]。
  - 3月 - SaaS一元管理ツール「メタップスクラウド」をリリース[6]。
  - 4月 - 中華圏事業を展開するMetaps Entertainment Limitedをデジタルハーツ社に売却。
  - 7月 - 本社を渋谷スクランブルスクエアに移転。
  - 7月 - 傘下の株式会社pringをGoogle Inc.に売却[7]。日本の上場企業として、初のGAFAへのグループ会社売却案件。
  - 2月 - マネジメント・バイアウト（MBO）による株式非公開化を発表。
  - 3月 - マネジメント・バイアウト（MBO）の一環として、株式会社Odessa12が株式公開買付けにより議決権所有割合ベースで65.89%の株式を取得[8]。
  - 6月 - MBOが成立し、上場廃止。
  - 10月 - 株式会社Odessa12による吸収合併が成立し、当社は消滅会社となる。同時に、株式会社Odessa12が社名変更し、株式会社メタップスホールディングスが発足。
  - 10月 - SaaS一元管理ツール「メタップスクラウド」をSmartHR社に譲渡。